# Ant (Horvátország)
Ant (horvátul: Antin) falu Horvátországban, Vukovár-Szerém megyében. Közigazgatásilag Valkótardhoz tartozik.

## Fekvése
Vukovártól légvonalban 19, közúton 28 km-re nyugatra, községközpontjától 4 km-re északnyugatra, a Nyugat-Szerémségben, az Eszék–Vinkovci vasútvonal mentén, a Vuka (Valkó) bal partján fekszik.

## Története
A régészeti leletek tanúsága szerint területe már az őskorban lakott volt. A falutól nyugatra, a Vuka bal partján emelkedő ellipszis alakú mesterséges domb aljában a keleti és a déli oldalon őskori kerámiákat és mikrolitokat találtak. A mintegy két méteres dombot három oldalról árok övezi, míg a negyedik oldalon a folyó határolja. A helyet mára teljesen benőtték a bokrok, így mára gyalogosan is megközelíthetetlen. A történeti források szerint itt állt Becsefalva, melyet a 13. század végén királyi adományként a Szentemágócs nemzetség valkói ágának őse Márton bán kapott. A középkorban vára mellett jelentős település volt plébániatemplommal. Az 1440-es években lakossága az ötszáz főt is elérte. 1579-ben már pusztaként szerepel a török defterben a Pozsegai szandzsák részeként.
Ant is Árpád-kori település. Első írásos említése 1267-ben „Onth” alakban történt a budai káptalan bizonyságlevelében, mely szerint a Csák nemzetségbéli Domonkos comes és Lampert Ruzboid fia közötti birtokper megegyezéssel ért véget. Az 1332 és 1335 között kelt pápai tizedjegyzékben négy alkalommal „Onoch”, illetve „Onch” alakban találjuk. 1390-ben „Anth” alakban nemesi névben szerepel. A település 1526-ban Valkóvár eleste után került török kézre és több, mint 150 évi török uralom után 1687-ben szabadult fel. 
A török kiűzése után előbb kamarai birtok, majd a vukovári uradalom része lett. Rövid ideig a Kuffstein, majd 1736-tól az Eltz család volt a birtokosa. A falu katolikus hívei az 1737-ben alapított tardi plébániához tartoztak. Az első katonai felmérés térképén „Antin” néven található. Lipszky János 1808-ban Budán kiadott repertóriumában „Antin” néven szerepel. Nagy Lajos 1829-ben kiadott művében „Antin” néven 79 házzal, 598 katolikus és 45 református vallású lakossal találjuk.
A településnek 1857-ben 554, 1910-ben 603 lakosa volt. Szerém vármegye Vukovári járásához tartozott. Az 1910-es népszámlálás adatai szerint lakosságának 87%-a horvát, 7%-a magyar, 3%-a német anyanyelvű volt. A település az első világháború után az új szerb-horvát-szlovén állam, majd később (1929-ben) Jugoszlávia része lett. 1991-ben lakosságának 97%-a horvát nemzetiségű volt. 1991-től a független Horvátország része. A horvátországi háborúban Ant lakossága nagy megpróbáltatáson ment keresztül, amelyről alig van ismeret. A szerbek által körülvett település lakói külső segítség nélkül, három hónapig tudtak ellenállni a túlerőnek. 1991. szeptember 29-én megpróbáltak áttörni a szabad területre, de ellenséges csapdába estek. Másnap, 1991. szeptember 30-án Ant lakói ultimátumot kaptak a jugoszláv haderőtől, hogy adják meg magukat, ellenkező esetben minden a földdel válik egyenlővé. A védelem vezetése a megadás mellett döntött. Az emberek, traktorok, autók végtelen oszlopban, a hadsereg felügyelete alatt hagyták el településüket. A védők egy bátor csoportja azonban nem akarta sorsát az ellenség kezébe adni. A falu melletti erdőbe, a folyó menti mocsaras területre mentek és jól ismerve a járást, átjutottak a horvát erőkhöz. A háborút követően a faluban tömegsírt találtak. A településnek 2011-ben 731 lakosa volt. 

## Népessége
| Lakosság változása | Lakosság változása | Lakosság változása | Lakosság változása | Lakosság változása | Lakosság változása | Lakosság változása | Lakosság változása | Lakosság változása | Lakosság változása | Lakosság változása | Lakosság változása | Lakosság változása | Lakosság változása | Lakosság változása | Lakosság változása |
| ------------------ | ------------------ | ------------------ | ------------------ | ------------------ | ------------------ | ------------------ | ------------------ | ------------------ | ------------------ | ------------------ | ------------------ | ------------------ | ------------------ | ------------------ | ------------------ |
| 1857               | 1869               | 1880               | 1890               | 1900               | 1910               | 1921               | 1931               | 1948               | 1953               | 1961               | 1971               | 1981               | 1991               | 2001               | 2011               |
| 554                | 662                | 537                | 568                | 557                | 603                | 633                | 705                | 756                | 862                | 883                | 960                | 935                | 977                | 806                | 731                |

## Gazdaság
A településen hagyományosan a mezőgazdaság és az állattartás képezi a megélhetés alapját. 

## Nevezetességei
- Páduai Szent Antal tiszteletére szentelt római katolikus templomát 1814-ben építették. A valkótardi plébánia filiája.

- A falutól 2 km-re délnyugatra a Vuka árterében találhatók Herman várának maradványai.[8] A várat 1435 és 1579 között többször említik a korabeli forrásokban „castellum Herman”, „castelum Hermanwara” néven. Építtetőjének Liszkói Pál ajtónállómestert, macsói bánt tartják. Úgy tűnik, hogy egy kisebb uradalom központja volt és a becsefalvi plébániához tartozott. A maradványok egy 100-szor 50 méteres négyszögletes, mintegy 5 méter magasságú kiemelkedésen találhatók. A maradványoktól délkeletre sok középkori cseréptöredéket, téglatörmeléket találtak. Valószínűleg a török hódítás során pusztult el.

- A falutól mintegy 3 és fél km-re nyugatra a Vuka bal partján egy, a környezetéből kiemelkedő 2-3 méter magas, 50-szer 50 méteres dombon a „Baćino” nevű lelőhelyen találhatók a középkori Becsefalva maradványai.[9]

## Kultúra
KUD „Lela i Vladimir Matanović” kulturális és művészeti egyesület.

## Oktatás
A településen a valkótardi általános iskola területi iskolája működik.

## Sport
Az NK Mladost Antin labdarúgóklubot 1933-ban alapították. A csapat a megyei 3. ligában szerepel.

## Egyesületek
- DVD Antin önkéntes tűzoltó egyesület
- UŽ „Paun” nőegyesület
- LD „Šljuka” vadásztársaság